# Thomas von Brady
Thomas Freiherr von Brady of Longthee (auch: MacBrady, O’Brady * 1752 in Cootehill in Irland; † 14. Oktober 1827 in Wien) war k. k. Feldzeugmeister, Ritter des Maria-Theresia-Ordens sowie zweiter Inhaber des Infanterie-Regiments Nr. 1 und geheimer Rat.

## Leben
Er kam 1769 als Kadett in österreichische Dienste. Im Bayrischen Erbfolgekrieg zeichnete er sich 1779 als Leutnant im Gefecht bei Habelschwerdt aus. Er stieg bis 1788 zum Hauptmann im Infanterie-Regiments No.15 (Palavicini) auf. Im 8. Türkenkrieg war er im Hauptquartier von Laudon.
Er zeichnete sich bei den Belagerungen von Dubiza und Novi aus. Bei Sturm auf Novi wurde er am 21. September durch Lanzenstiche verwundet, am 3. Oktober stürmte er an der Spitze von Freiwilligen die Bresche und konnte sie halten. Dafür wurde er mit dem Maria-Theresia-Orden ausgezeichnet und zum Major befördert. Am 1. April 1793 wurde er als Oberstleutnant zu den Tiroler Scharfschützen versetzt. Bereits am 21. Dezember 1693 wurde er in das Infanterie-Regiment No.55 (Murray) versetzt und stieg dort am 6. Februar 1794 zum Oberst auf.
Während des Ersten Koalitionskrieges war er mit dem Infanterie-Regiment (Murray) Teil des Korps Latour 1795 im Gefecht bei Frankenthal. Am 16. Juni 1796 kommandierte er bei der Besetzung von Frankfurt vier Bataillone und ertrotzte vom französischen General Kleber einen ehrenvollen Abzug. Am 6. September wurde er zum Generalmajor befördert und anschließend nach Italien versetzt.
Dort war er 1799 Kommandant der Stellung Bocche di Cattaro, die er gegen zahlreichen Angriffe verteidigte. 1801 wurde er zum Feldmarschall-Lieutenant befördert und kam nach Böhmen. 1803 wurde er zweiter Inhaber des Infanterie-Regiments No.1 und kam als Zivil- und Militär-Gouverneur nach Dalmatien. In Anbetracht seiner Leistungen wurde er 1807 zum Geheimen Rat ernannt.
Während des Fünften Koalitionskriegs war er in der Schlacht bei Aspern Kommandeur einer Division im 2. Armeekorps. Für den erfolgreichen Kampf gegen die französische Kavallerie erhielt er den Titel eines k. k. Feldzeugmeisters. Am 3. September 1810 wurde er dann in den Ruhestand verabschiedet. Er erhielt am 25. Juli 1815 das Incolat im Herrenstand des Königreichs Dalmatien und dessen einverleibte Provinzen.
Brady starb 1827 in Wien.